# Die Sonne (Munch)
Die Sonne (norwegisch: Solen) ist ein Gemälde des norwegischen Malers Edvard Munch aus dem Jahr 1911. Es entstand für einen Wettbewerb um die Dekoration der Aula der Universität von Kristiania, dem heutigen Oslo. Die Sonne ist das zentrale Bild eines insgesamt elfteiligen Gemäldezyklus. Munch bearbeitete das Motiv in diversen Vorstudien und späteren Wiederholungen, die sich heute im Besitz des Munch-Museums in Oslo befinden.

## Bildbeschreibung
Im Zentrum des Bildes steht laut Ulrich Bischoff „eine riesige Sonne, die ihr Strahlenfeld über einer idealen Küstenlandschaft ausbreitet“. Die Landschaft verortet Hans Dieter Huber in Kragerø, einer Kleinstadt an der südnorwegischen Küste, in der sich Munch seit seiner Rückkehr nach Norwegen 1909 niedergelassen hatte. Es handelt sich um eine Schärenlandschaft mit ihren typisch rund geschliffenen Felsformationen. Zwischen zwei solchen halbrunden Felsen fällt der Blick des Betrachters auf eine Bucht, in der das Meer die tiefstehende Morgensonne reflektiert.
Der Bildaufbau ist beinahe vollkommen spiegelsymmetrisch. Die großen, klaren, hart umrissenen Formen des Monumentalbildes stehen für eine Reduzierung auf das Wesentliche unter gleichzeitigem Verzicht auf alles Zufällige und Veränderliche in der Komposition. Stilistisch greift Munch eine Streifentechnik wieder auf, die er seit 1907 in Bildern wie Marats Tod II, Amor und Psyche und Selbstporträt in der Klinik entwickelt hatte.

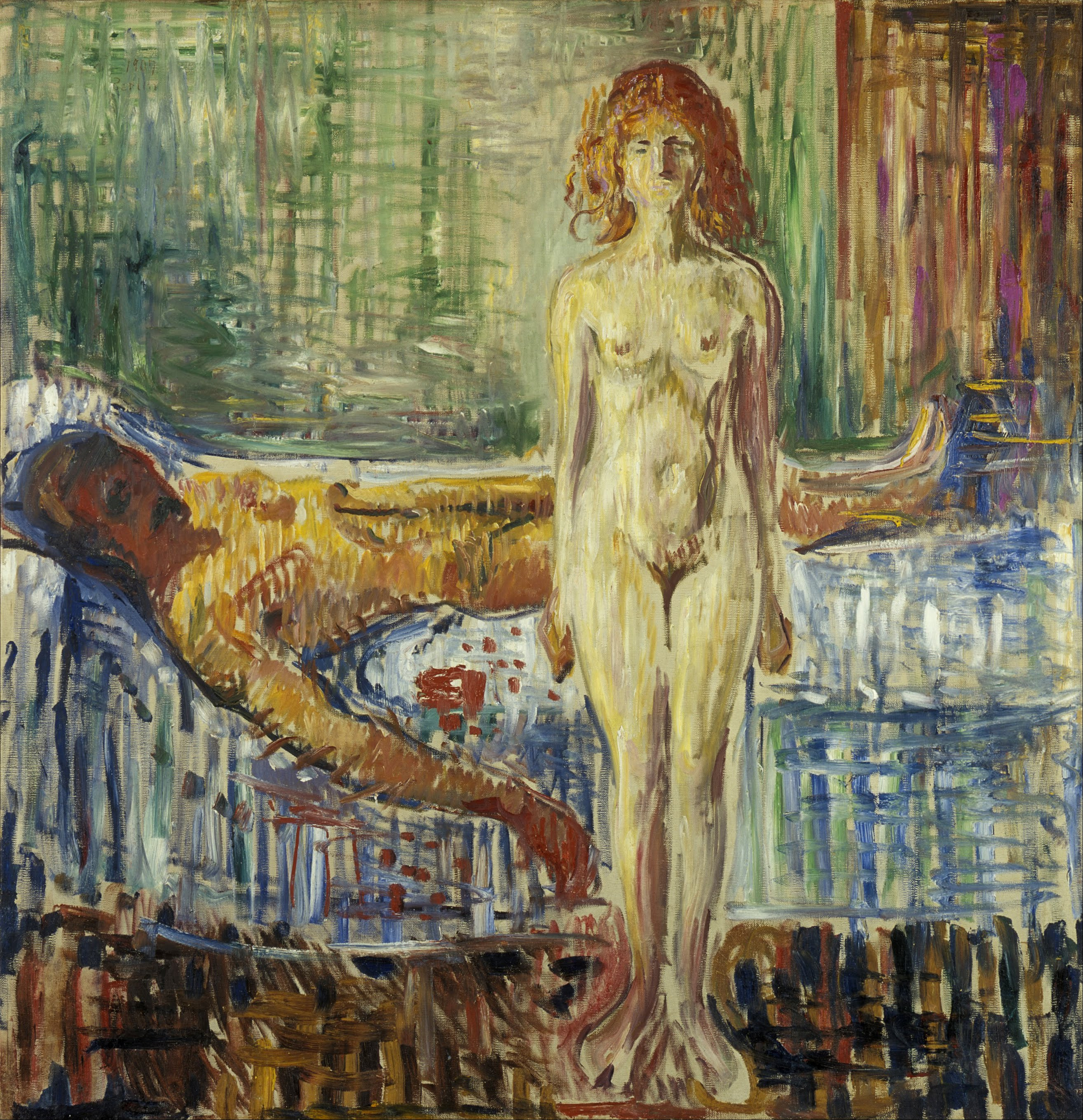
Marats Tod II (1907), Öl auf Leinwand, 153 × 148 cm, Munch-Museum Oslo
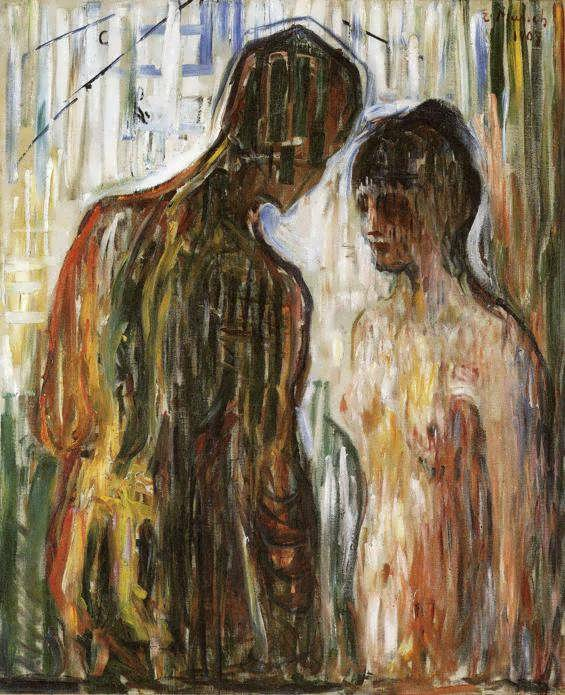
Amor und Psyche (1907), Öl auf Leinwand, 119,5 × 99 cm, Munch-Museum Oslo
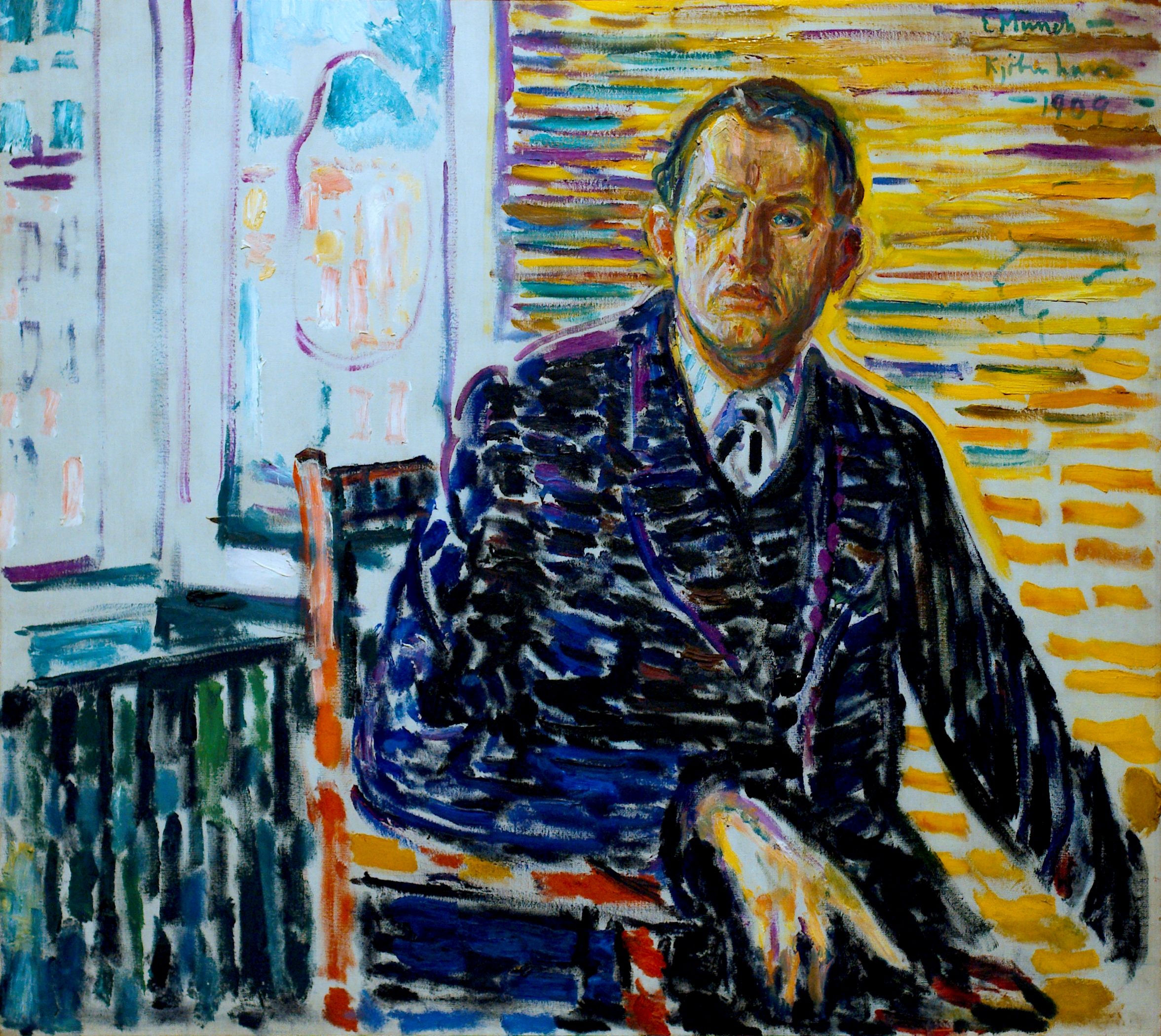
Selbstporträt in der Klinik (1909), Öl auf Leinwand, 100 × 110 cm, Kunstmuseum Bergen

Reinhold Heller beschreibt eine „Verbindung von naturalistischer Beobachtung und stilisierter Vereinfachung“, die in der Darstellung von Licht und Strahlkraft schon beinahe an abstrakte Malerei erinnert. Die Strahlen der weißen Sonne nehmen alle Farben des Regenbogens an. Der „hellgrau-silbrige Grundton“ der Farben des Bildes ist laut Hans Dieter Huber auf den geplanten Ausstellungsort in der Universitätsaula abgestimmt, deren Wände aus hellgrauem Marmor mit dezent vergoldeten Leisten, Friesen und Kapitellen verziert sind.

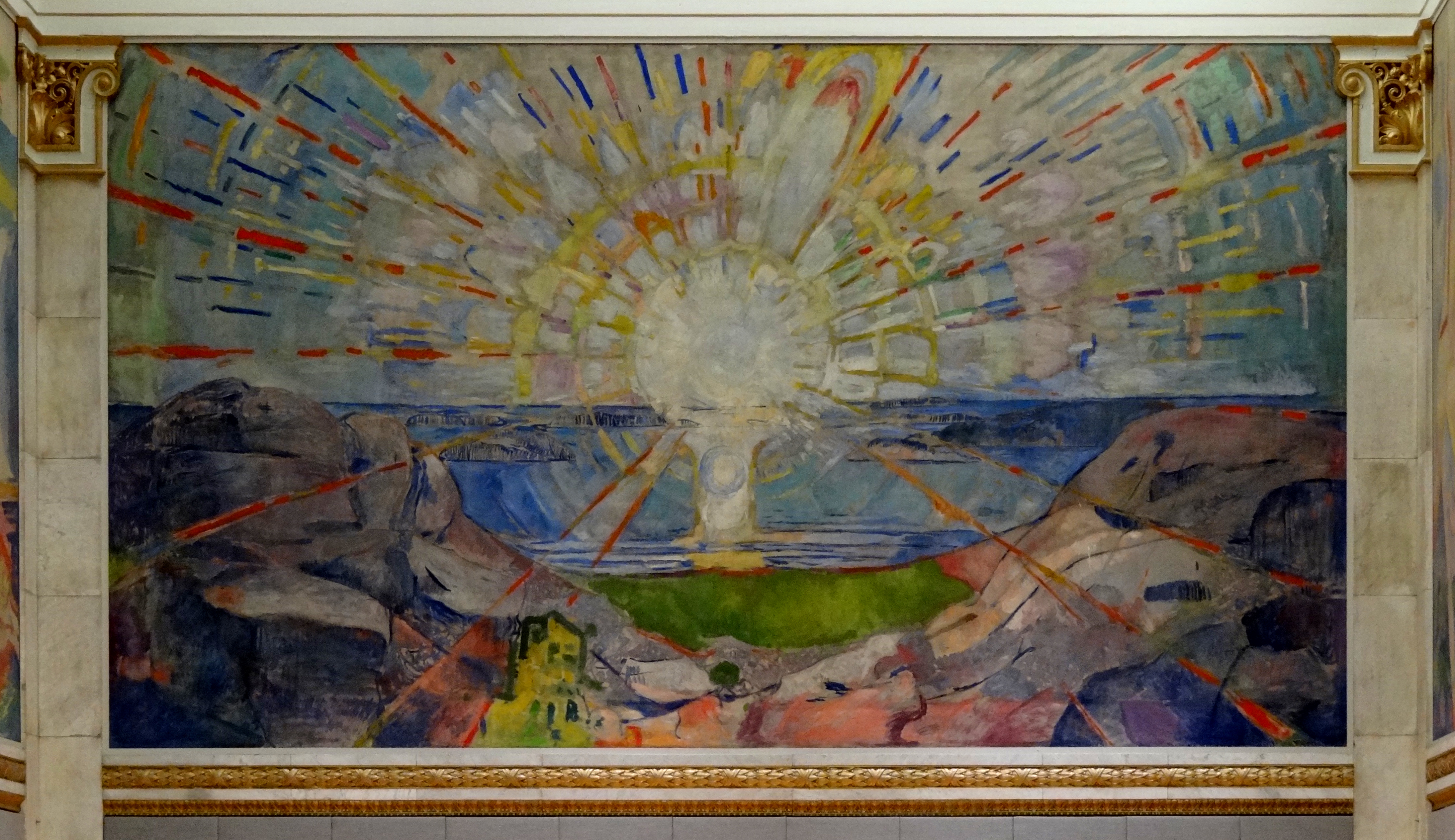
Die Sonne in der Aula der Universität Oslo

## Weitere Fassungen

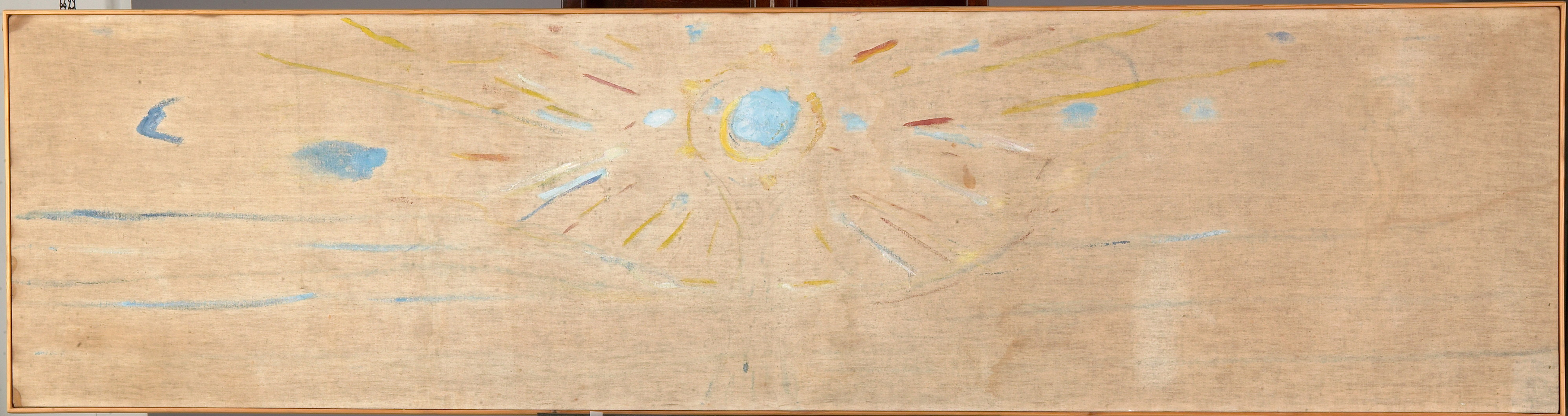
Die Sonne (1910), Öl und Kohle auf ungrundierter Leinwand, 60 × 233 cm, Munch-Museum Oslo
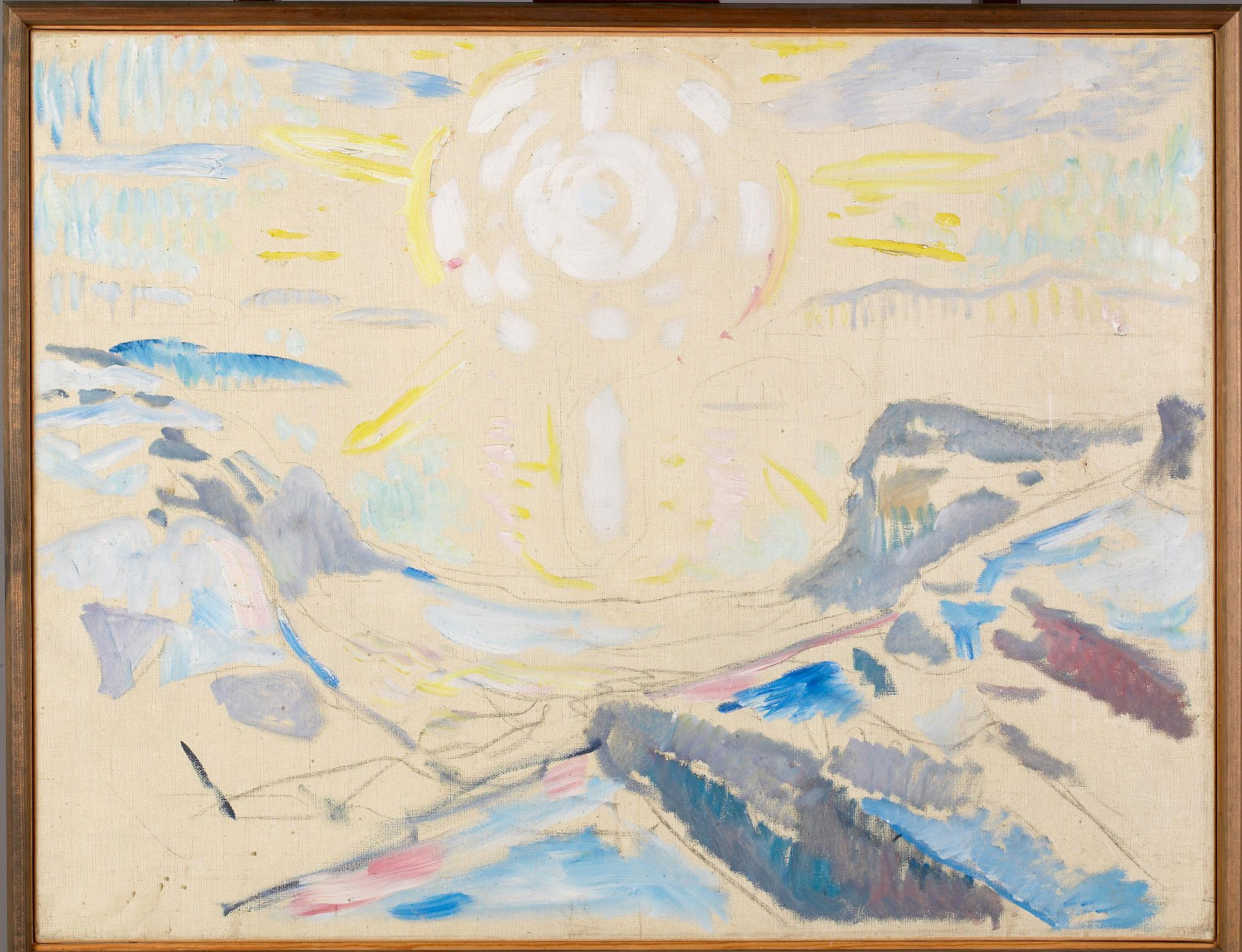
Die Sonne (1910), Öl auf Leinwand, 73,5 × 95,5 cm, Munch-Museum Oslo
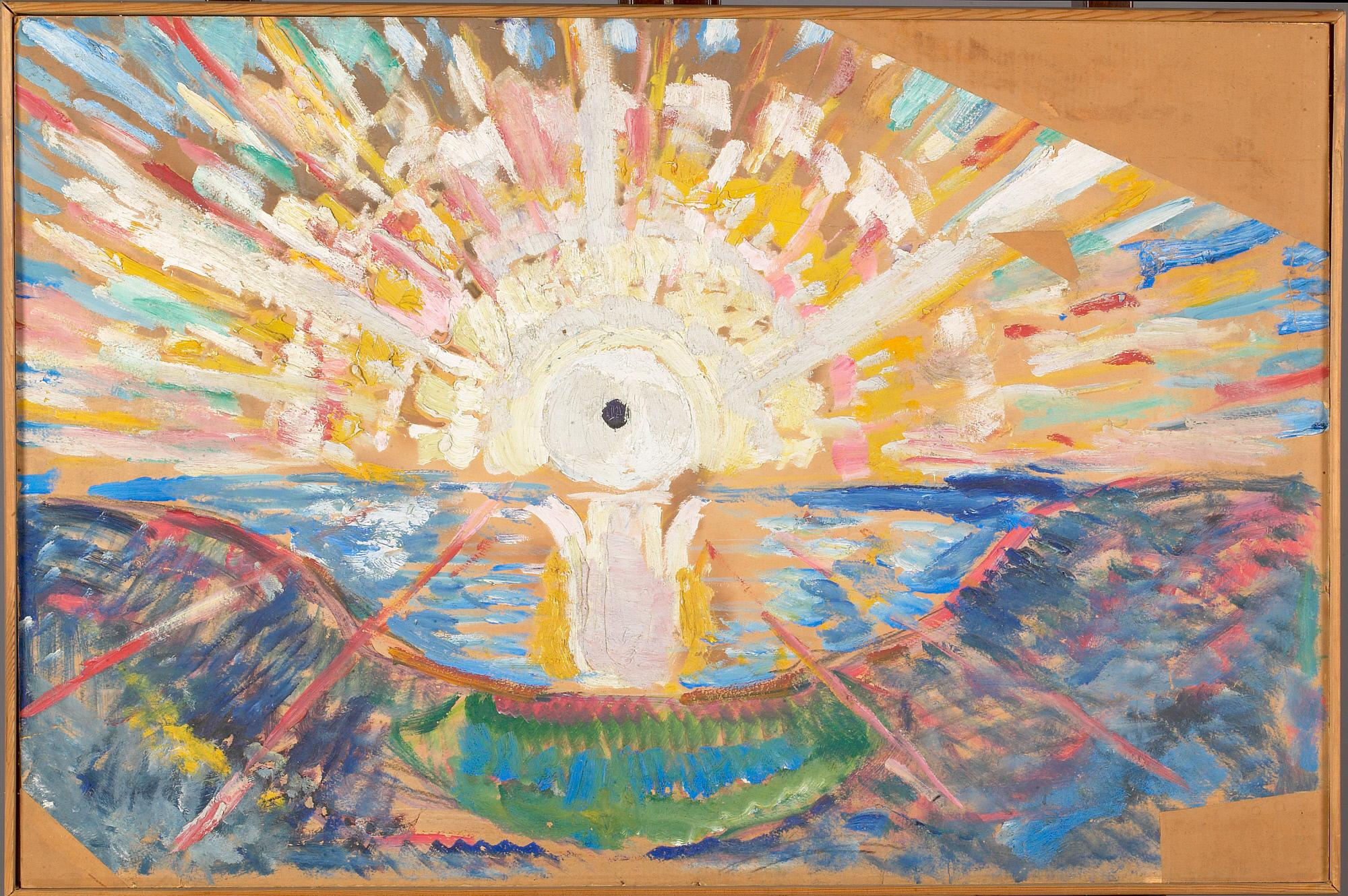
Die Sonne (1910–12), Öl auf Karton, 60 × 90,5 cm, Munch-Museum Oslo
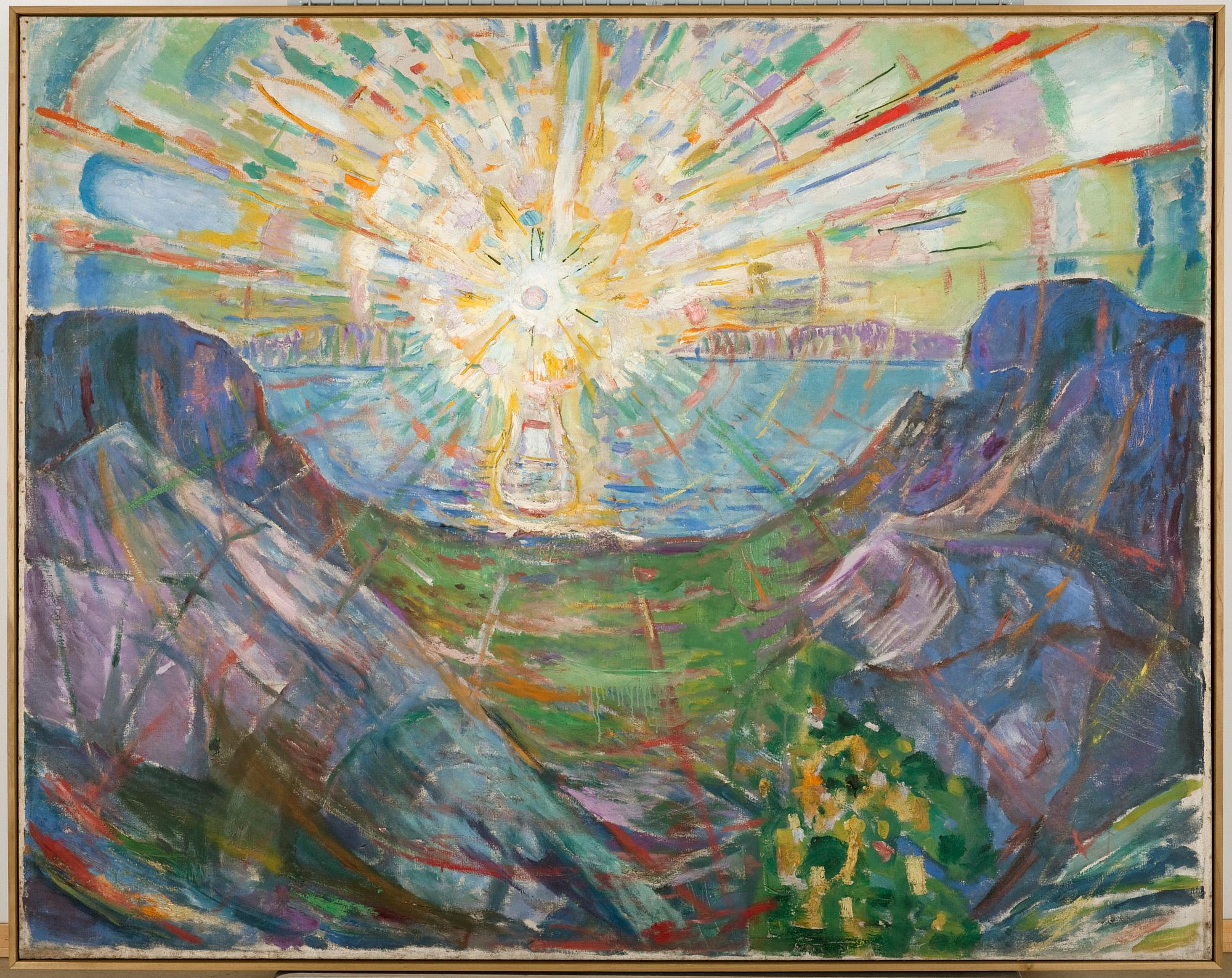
Die Sonne (1910–13), Öl auf Leinwand, 162 × 205 cm, Munch-Museum Oslo
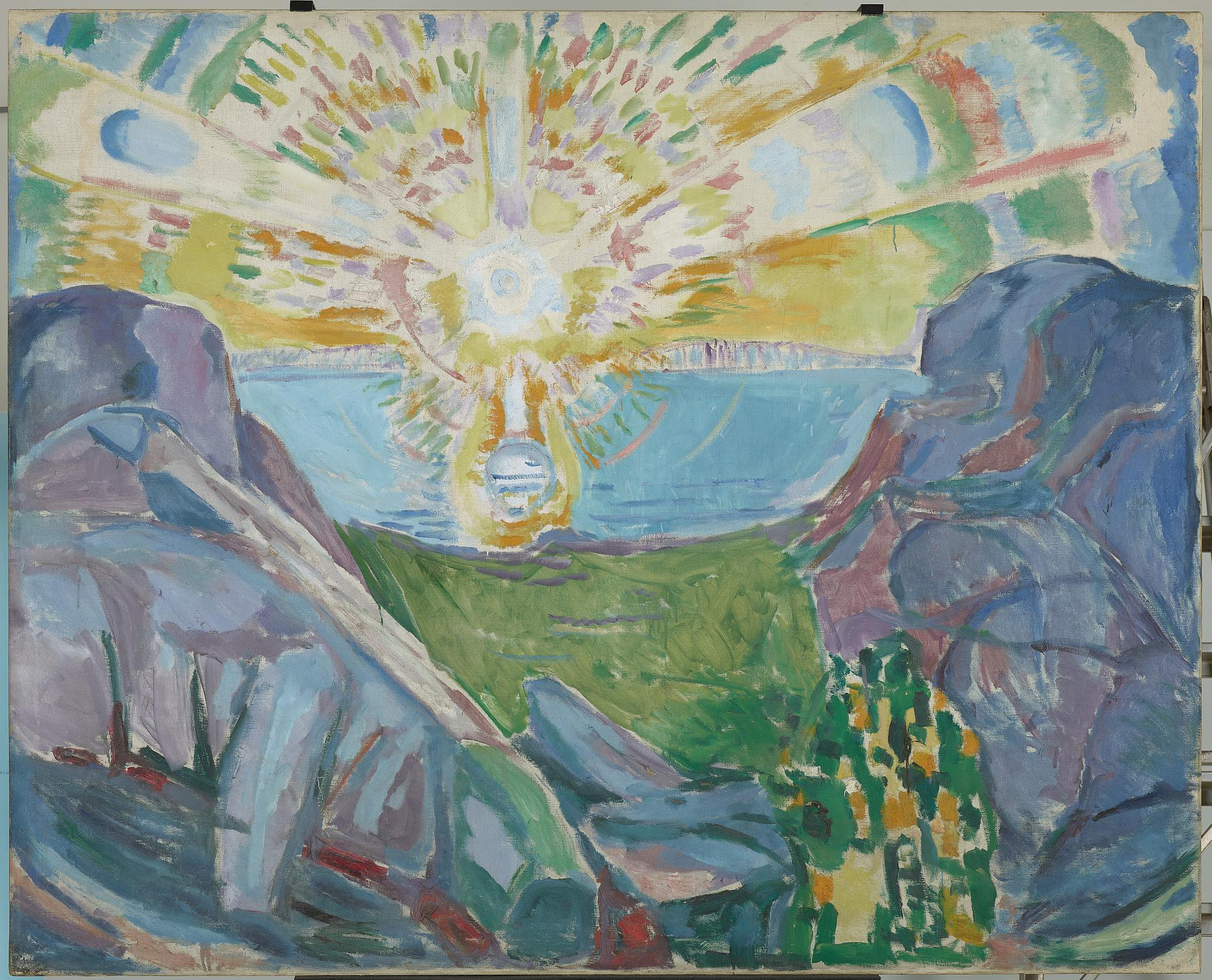
Die Sonne (1910–13), Öl auf Leinwand, 163,5 × 202 cm, Munch-Museum Oslo
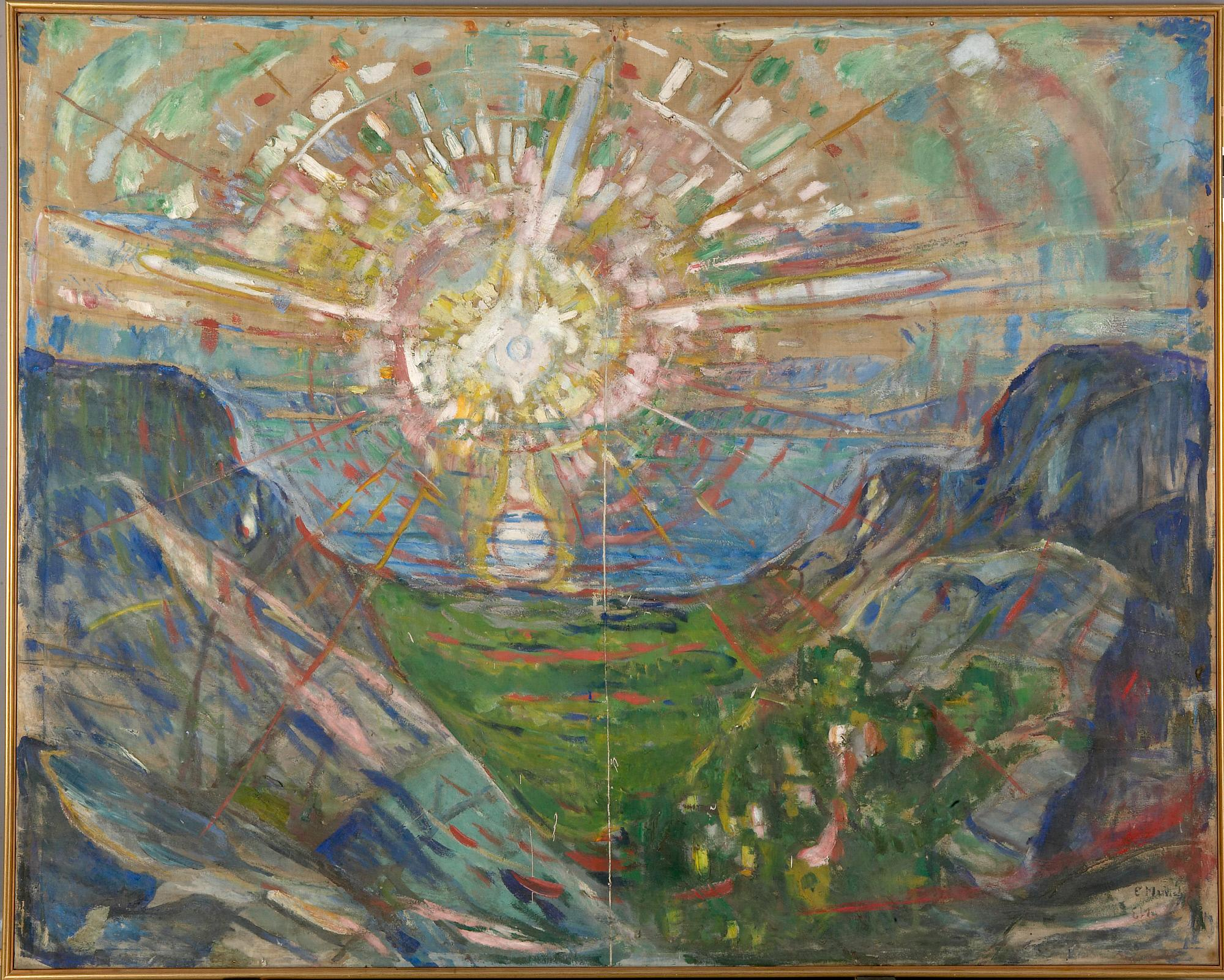
Die Sonne (1910–13), Öl auf Leinwand, 179,5 × 225 cm, Munch-Museum Oslo
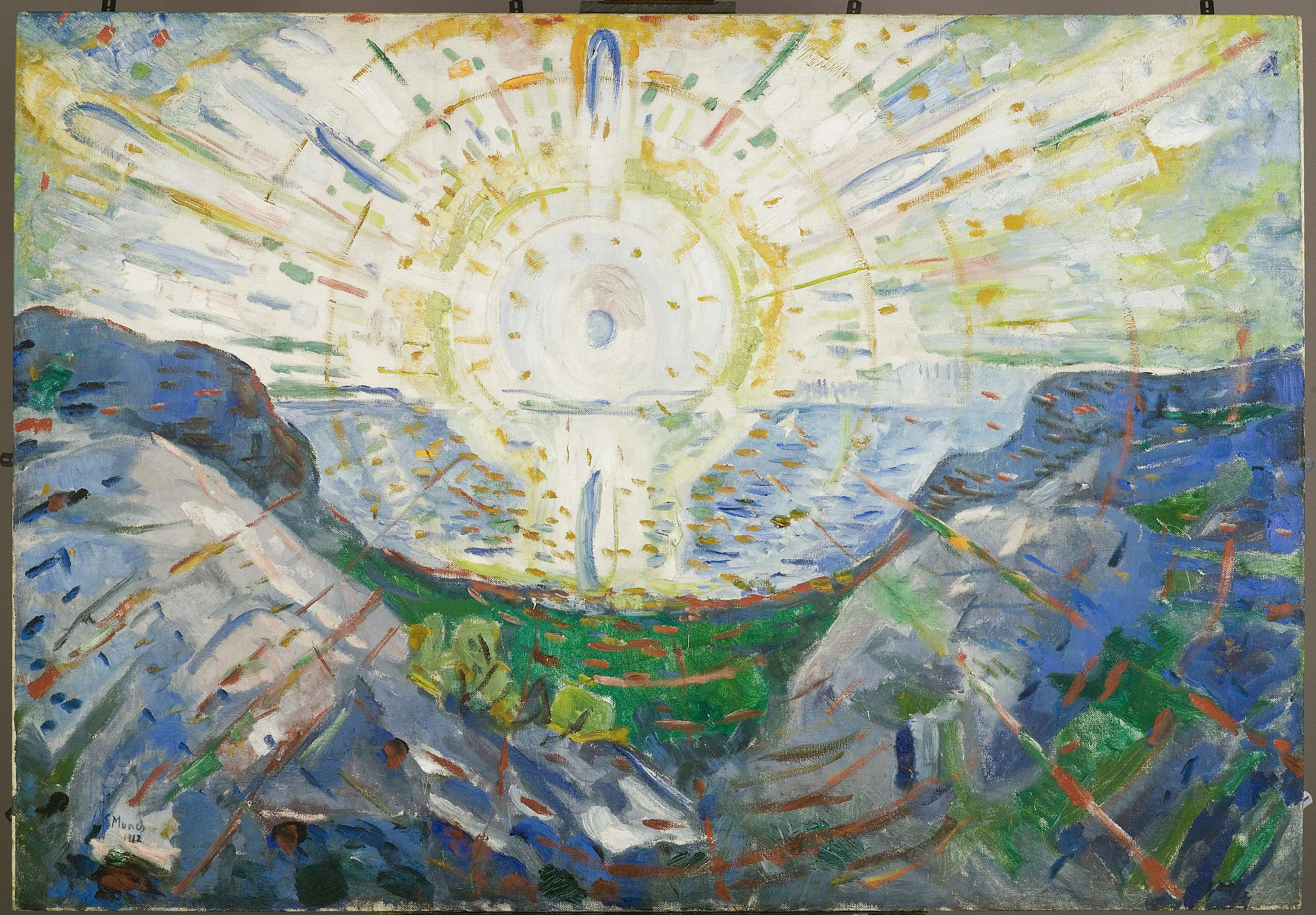
Die Sonne (1912), Öl auf Leinwand, 123 × 176,5 cm, Munch-Museum Oslo

## Interpretation

### Die „großen, ewigen Kräfte“
Die Bilder der Osloer Aula sah Munch als Weiterentwicklung seines Lebensfrieses, der Zusammenstellung seiner zentralen Werke der 1890er Jahre: „Dieser war in mancher Hinsicht ein Vorläufer, ohne den die Aulagemälde vielleicht gar nicht hätten ausgeführt werden können. Der ‚Lebensfries‘ entwickelte meinen Sinn fürs Dekorative.“ Vor allem beschrieb er aber einen Zusammenhang der Ideen hinter den Werken: „Der ‚Lebensfries‘ stellt die Sorgen und die Freuden des einzelnen Menschen, aus der Nähe gesehen, dar; die Bilder der Universität dagegen sind die großen, ewigen Kräfte.“
Die Sonne bildet das Zentrum des elfteiligen Gemäldezyklus und ist für Simon Maurer der „Angelpunkt für die gesamte Komposition“. Die Strahlen der „Quelle des Lebens und des Lichtes“ (nach Munch) reichen bis in die Nachbarbilder, in denen jeweils ein Mann und eine Frau abgebildet sind, die dem Licht der Sonne entgegengehen. Die Sonne wird für Matthias Arnold „zur aggressiven Kraft, zum alles einigenden Sinnbild“, in deren Darstellung Munch noch über van Goghs gelbe Sonnenscheiben hinausgegangen ist. Laut Anni Carlsson werden die Menschen zum Licht hingezogen, zur Sonne und zur Aufklärung, die sich in der Bildung junger Menschen in den Seitenbildern widerspiegelt.

### Sonnenanbetung
Die Sonnenverehrung, die in Munchs Monumentalgemälde zum Ausdruck kommt, entsprach dem damaligen Zeitgeist, in dem die Sonne zur Quelle der Gesundheit erhoben wurde. In Deutschland und Skandinavien bildete sich ein regelrechter Sonnenkult, der sich etwa in der Freikörperkultur ausdrückte. Bei vielen Künstlern und Intellektuellen herrschte die Maxime „Zurück zur Natur“, viele Werke waren durch Friedrich Nietzsches Also sprach Zarathustra beeinflusst, so etwa auch Theodor Däublers Epos Das Nordlicht, das von einer mythischen Zeit ausging, als die Erde mit der Sonne vereint war und die weiblichen Prinzipien der Erde mit den männlichen Prinzipien der Sonne wieder zu vereinen trachtete.

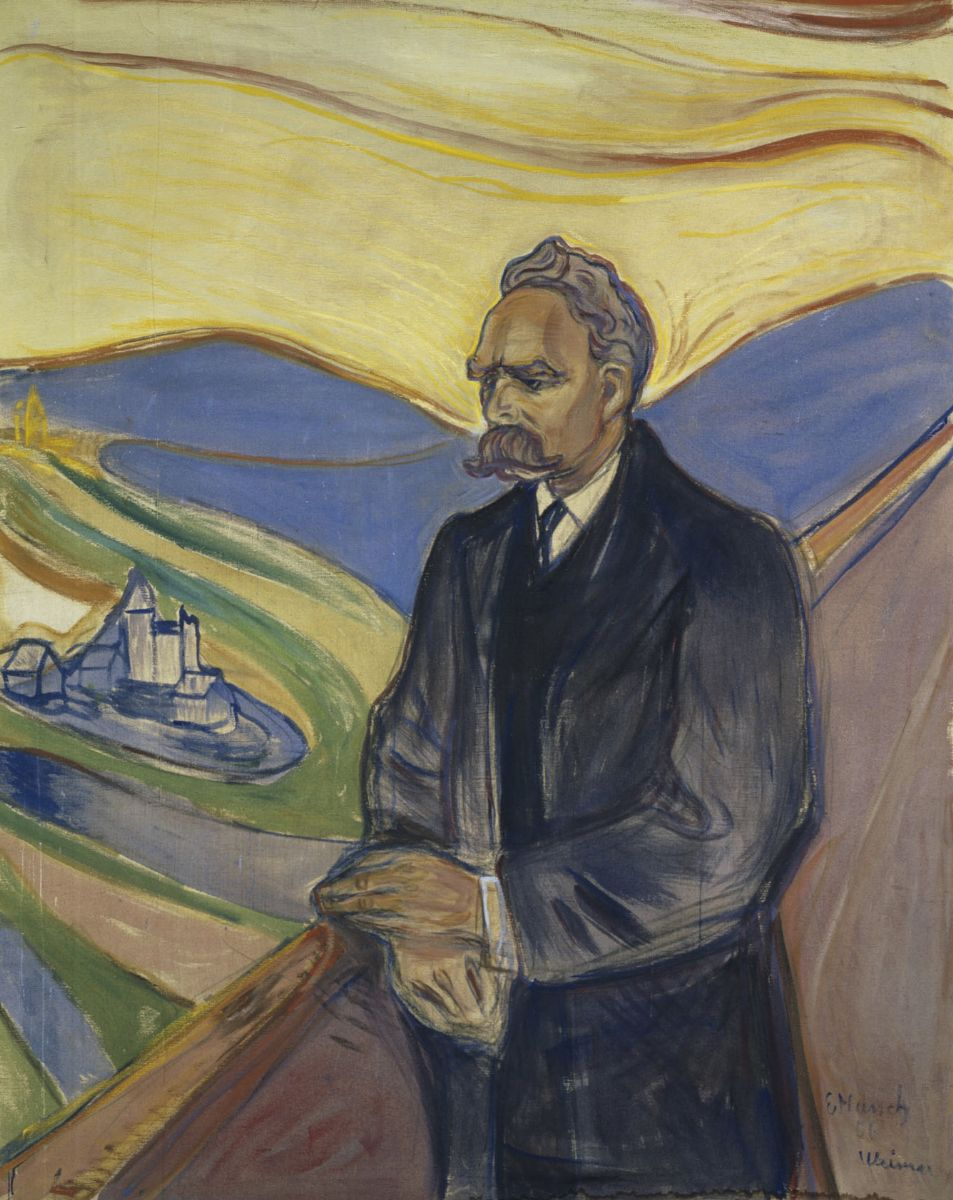
Friedrich Nietzsche (1906), Öl auf Leinwand, 201 × 160 cm, Thielska galleriet, Stockholm
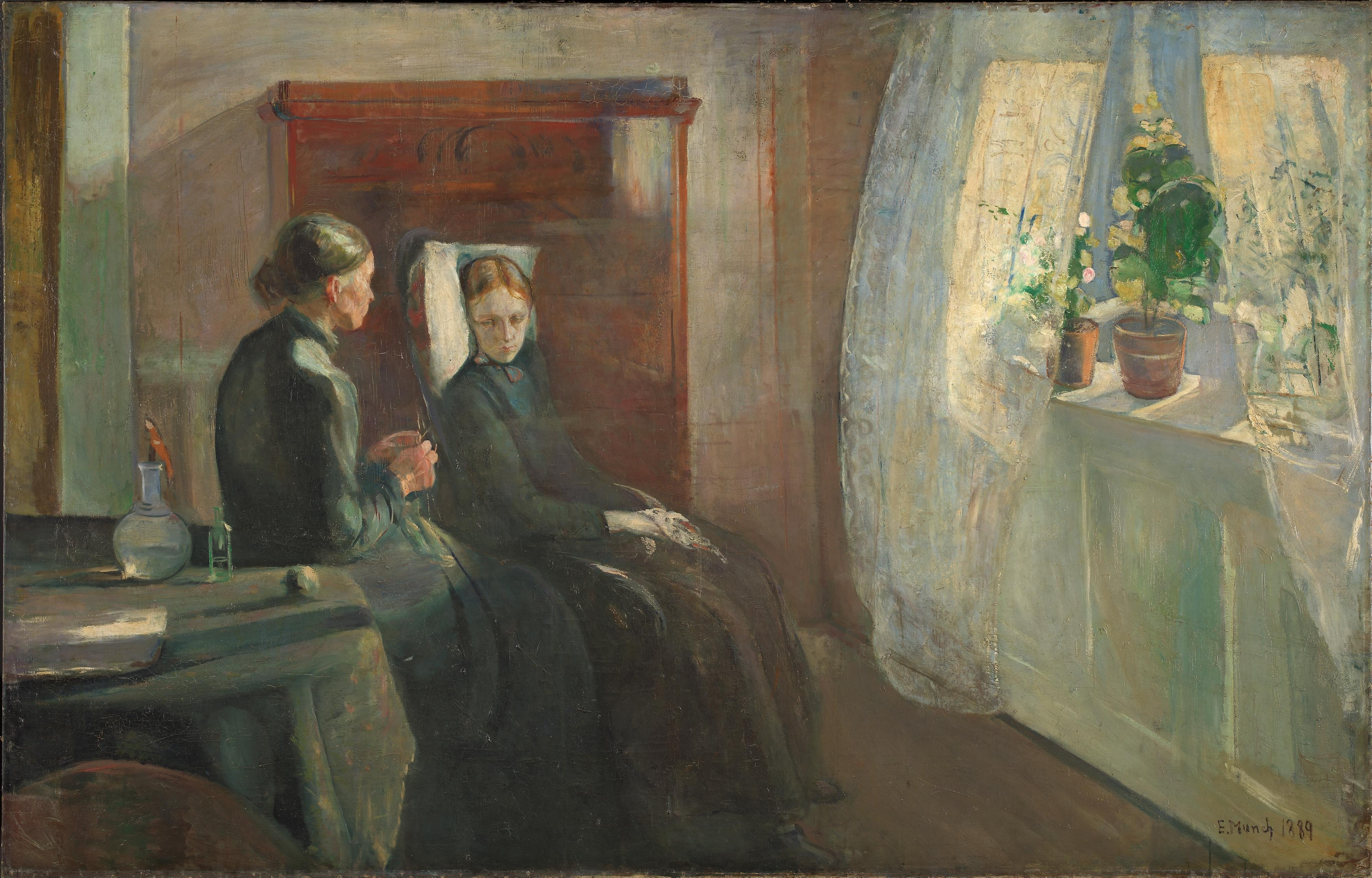
Frühling (1889), Öl auf Leinwand, 169,5 × 264,2 cm, Norwegische Nationalgalerie Oslo

Munch verknüpfte mit der Sonne auch eine persönliche Bedeutung, bei deren Erklärung er bis zum Gemälde Frühling aus dem Jahr 1889 zurückging: „Es führt eine direkte Verbindung von Frühling zu den Aula-Bildern. Die Aula-Bilder zeigen den Menschen in seinem Streben hin zum Licht, zur Sonne, zur Offenbarung, zum Licht in Zeiten des Dunkels. Frühling zeigt die Sehnsucht des todkranken Mädchens nach Licht und Wärme, nach Leben. Die Sonne in der Aula war die gleiche Sonne wie die, die in Frühling durch das Fenster schien. Sie war die Sonne Osvalds.“ Dabei nahm er Bezug auf eine Figur aus Ibsens Drama Gespenster. Auch Munchs eigene Lebenssituation nach einer Lebenskrise und der erfolgreichen Entziehungskur sorgte für eine gewandelte, optimistische Weltsicht des Künstlers. Er war laut Anni Carlsson „nach seiner Gesundung ein neuer Mensch geworden, ein ‚Sonnenanbeter‘, ganz und gar dem Leben zugewandt.“

## Bildgeschichte

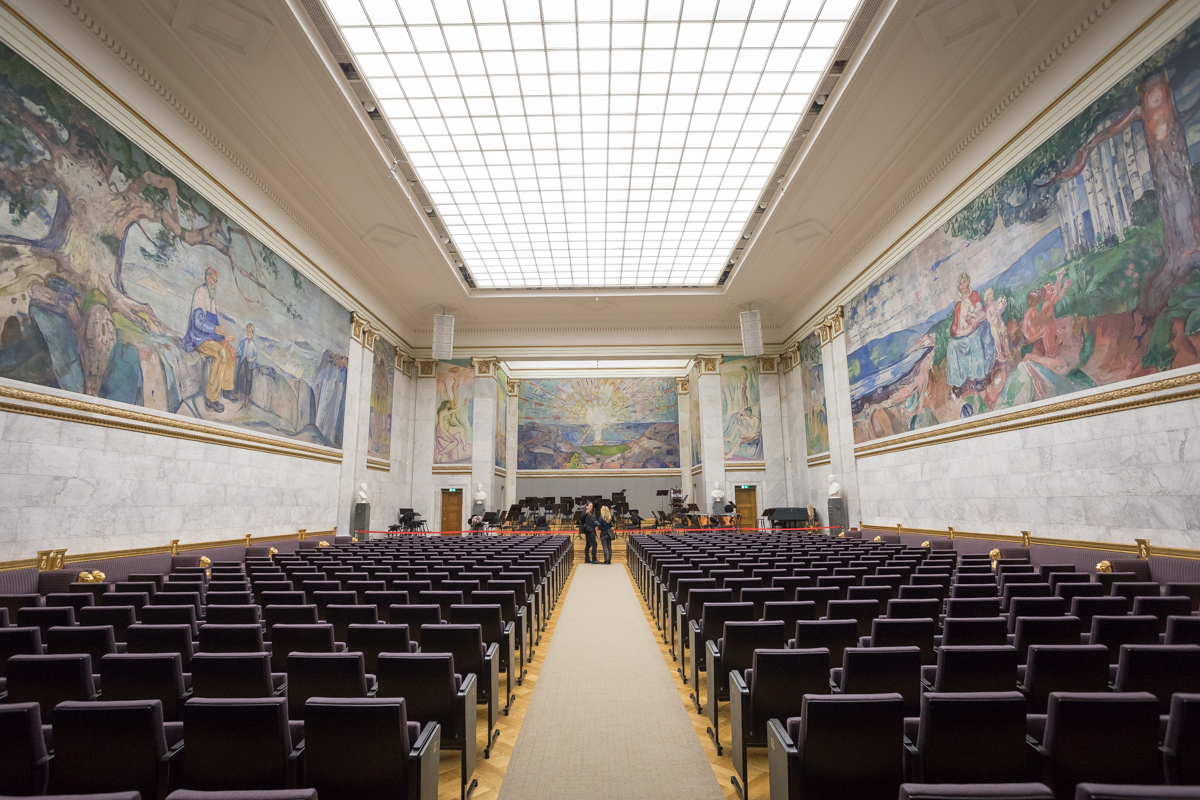
Die Sonne an der Frontseite der Aula der Universität Oslo, links Die Geschichte, rechts Alma Mater

Im April 1909 kehrte Munch nach einer siebenmonatigen Entziehungskur im Kopenhagener Sanatorium von Daniel Jacobson, einem dänischen Psychiater und Nervenarzt, erstmals wieder nach Norwegen zurück. Nur wenige Tage später, am 15. Mai, erklärte er bereits seine Teilnahme an einem Wettbewerb zur Ausschmückung der Aula der Universität von Kristiania anlässlich ihres 100-jährigen Bestehens im Jahr 1911. In den folgenden Jahren wurden Munchs Vorschläge, ebenso wie die seiner Konkurrenten, mehrfach abgelehnt, und es benötigte eine Kombination aus öffentlichem Druck wegen des gestiegenen Renommees des Künstlers, einer Spendensammlung zum Erwerb und internationalen Angeboten wie dem der Universität Jena, ehe Munch der Auftrag im 1914 endgültig zuerkannt wurde. Am 11. September 1916 wurden die elf Bilder das erste Mal öffentlich präsentiert. Munch erhielt nach eigenen Angaben für seine mehr als siebenjährige Arbeit an dem Projekt 46.000 norwegische Kronen.
Statt der Sonne war ursprünglich ein anderes Bild als Zentrum des Ensembles vorgesehen: Der Menschenberg, in dem sich Menschenleiber zu einem Berg auftürmen, der dem Himmel und der Sonne entgegenstrebt, eine Variation des Themas „Metamorphose“, das Munch bereits zuvor bearbeitet hatte. Nachdem die Jury den Entwurf als „unbrauchbar“ verworfen hatte, wurde die Sonne selbst im Motiv laut Simon Maurer immer „grösser und stärker“ und zum Zentrum der Anordnung. Die beiden anderen Hauptwerke des Zyklus sind die Bilder Die Geschichte, ein alter Mann, der sein Wissen an die junge Generation weitergibt, und Alma Mater, eine Mutter inmitten ihrer Kinder und fruchtbarer Vegetation. Mit letzterem Bild ersetzte Munch das ursprüngliche Motiv Die Forscher. Die übrigen kleineren Bilder des Zyklus hält Matthias Arnold für weniger bedeutend und durch einen Kraft-durch-Freude-Kult aus heutiger Sicht auch für ideologisch fragwürdig.

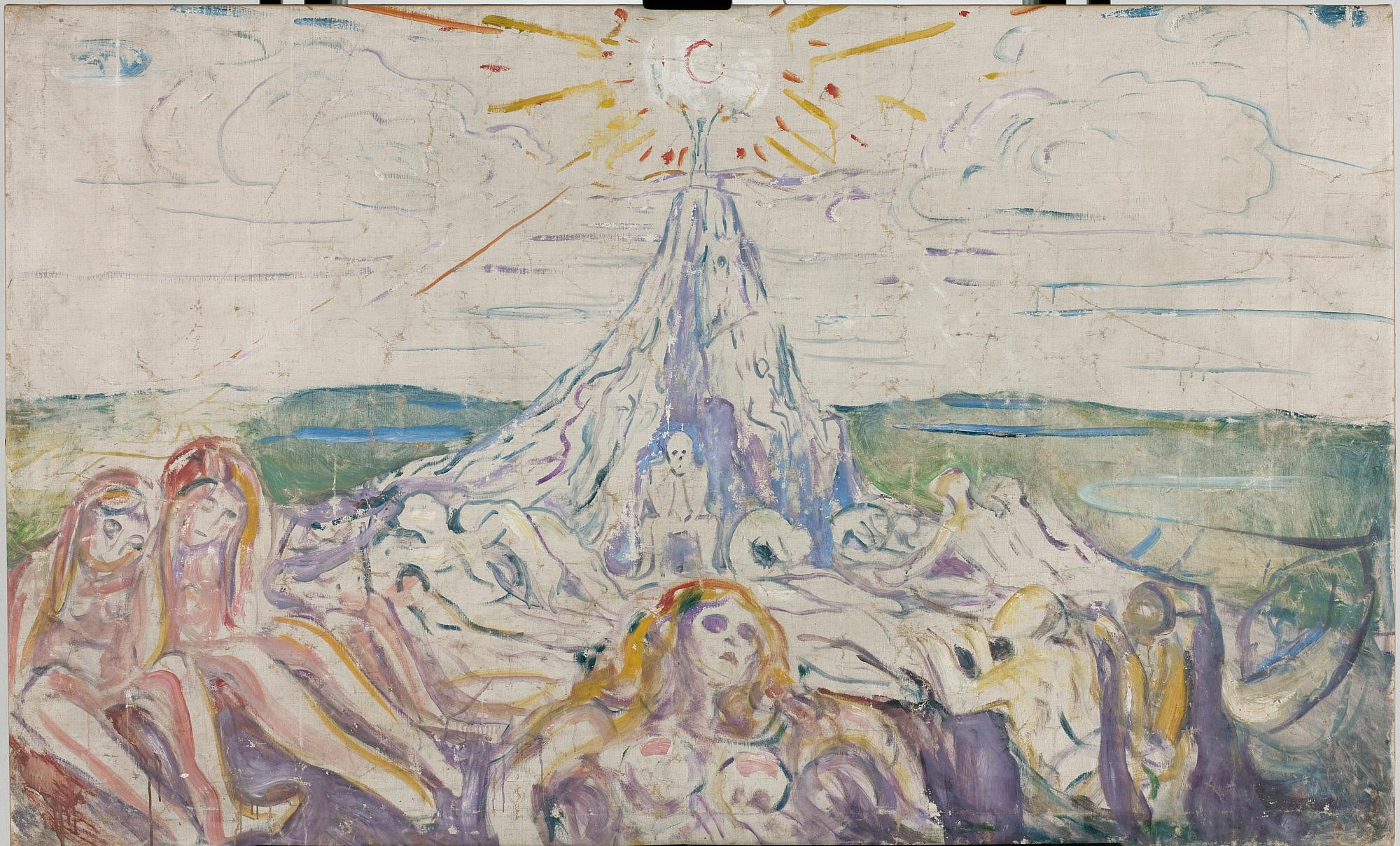
Der Menschenberg (1909–10), Öl auf Leinwand, 96 × 158 cm, Munch-Museum Oslo
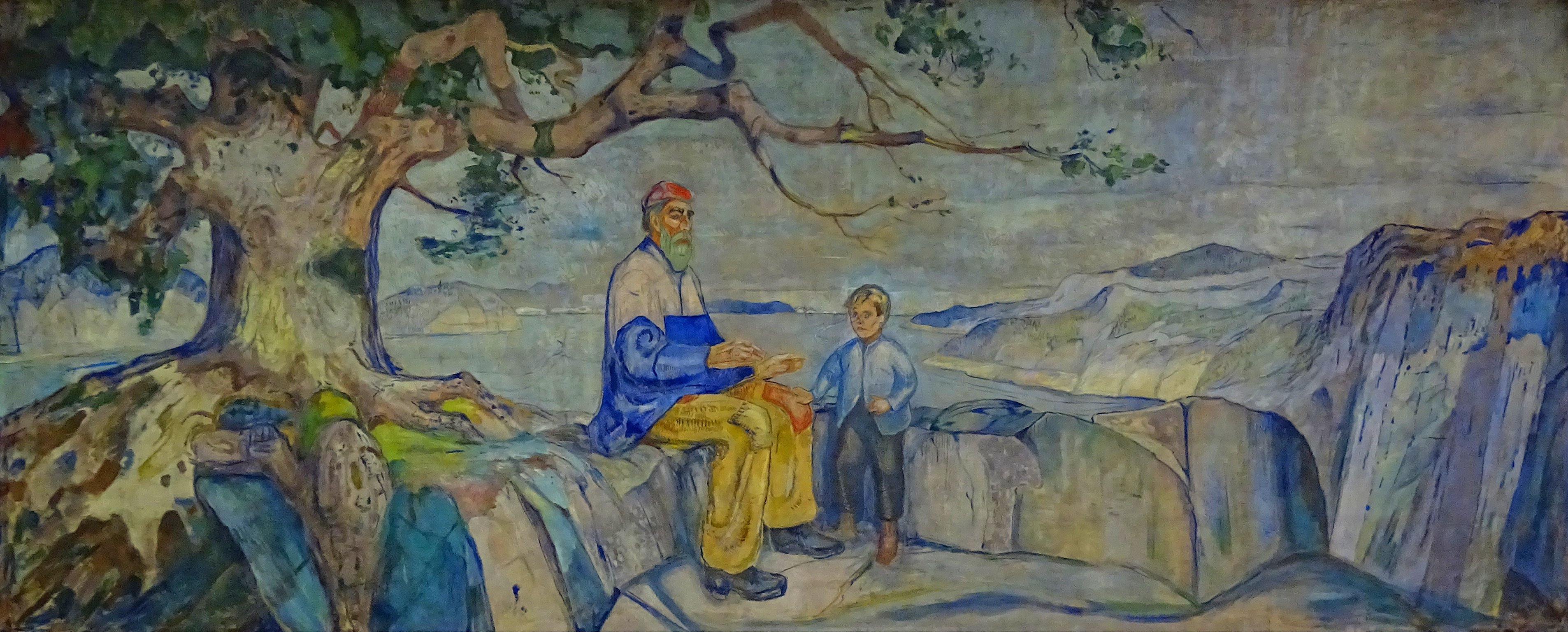
Die Geschichte (1911, 1914–16), Öl auf Leinwand, 455 × 1160 cm, Universität Oslo
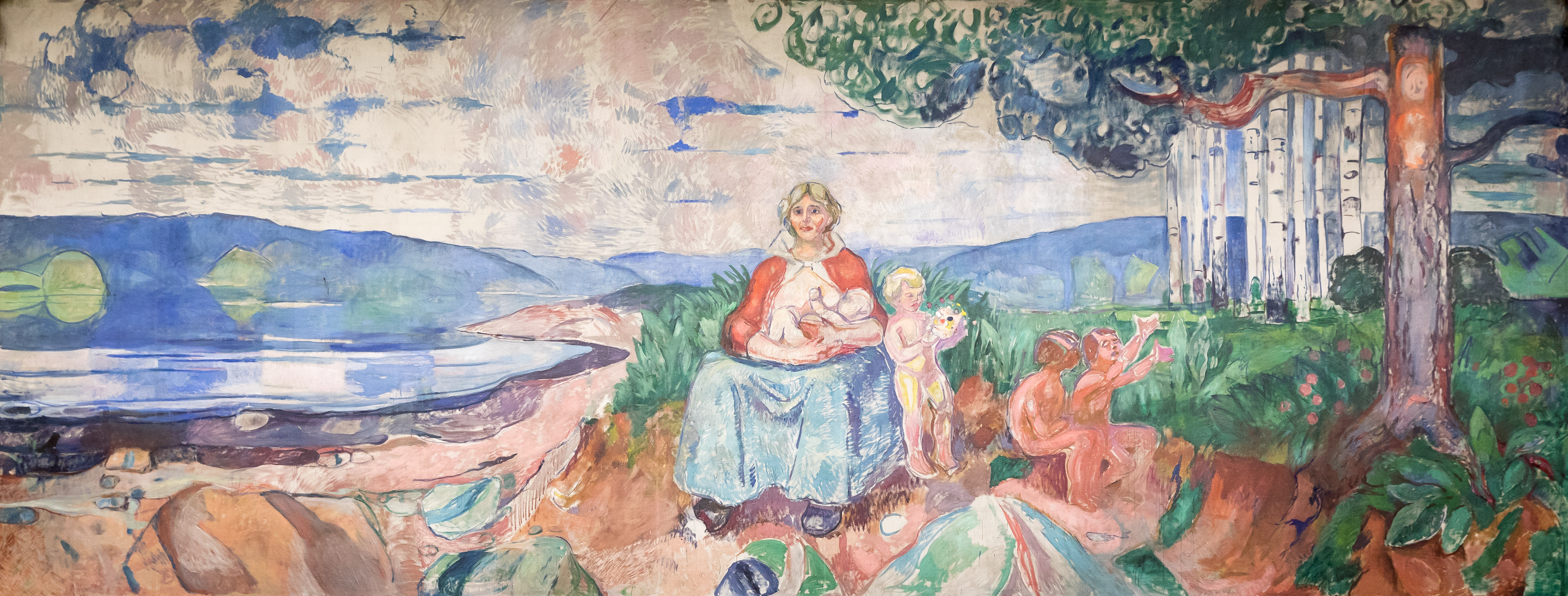
Alma Mater (1916), Öl auf Leinwand, 455 × 1160 cm, Universität Oslo
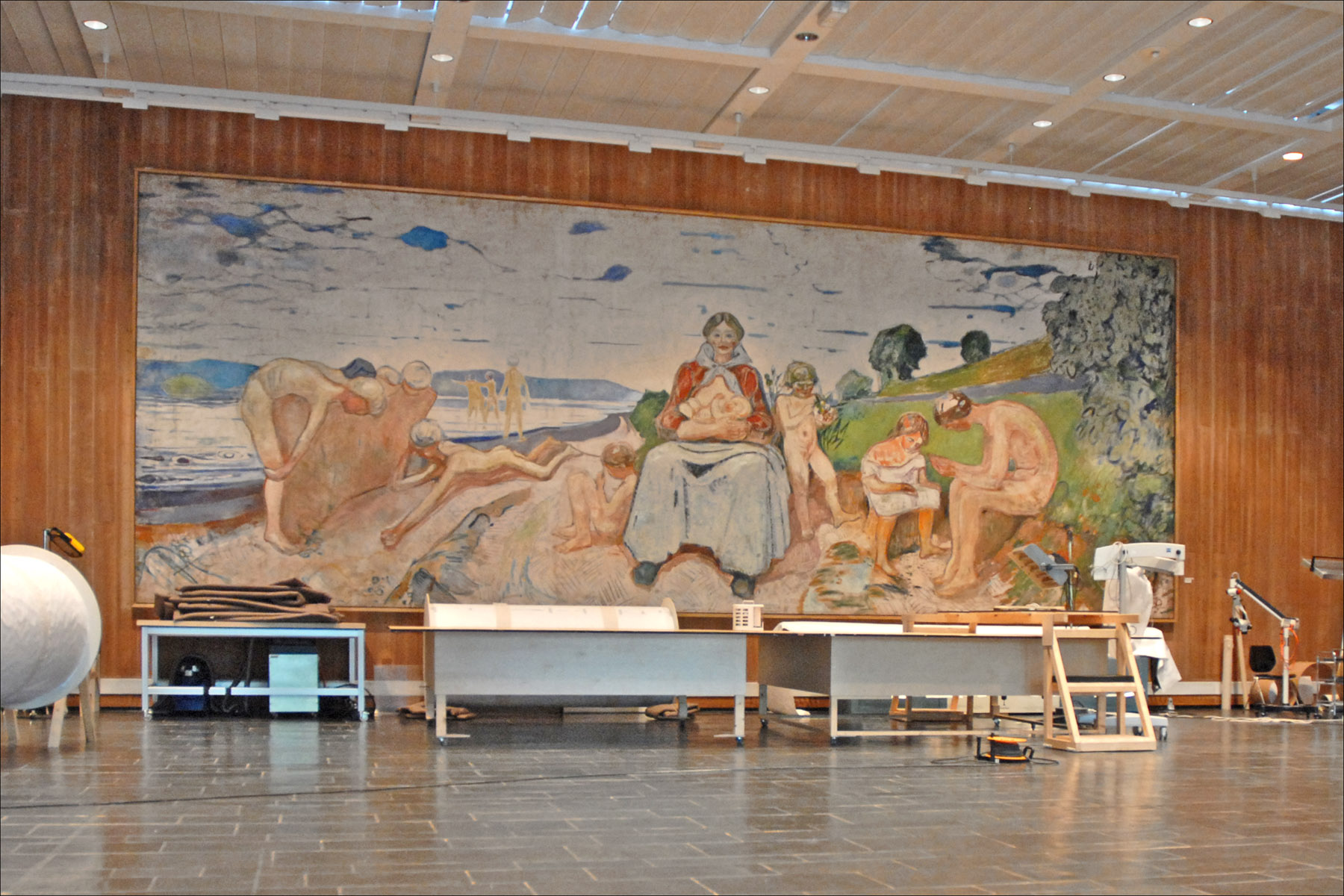
Die Forscher (1911/1925–27), Öl auf Leinwand, 480 × 1100 cm, Munch-Museum Oslo

Trotz des schwierigen Zustandekommens sorgte der offizielle Auftrag zu den Aula-Bildern für eine Aussöhnung Munchs mit seiner norwegischen Heimat und brachte ihm die Anerkennung, die ihm ungeachtet aller internationalen Erfolge lange versagt geblieben war. Heute ist die Ausschmückung der Aula eine Sehenswürdigkeit Oslos. Neben dem frühen Lebensfries gilt der Zyklus der Aula-Bilder als ein Hauptwerk des Malers und die wichtigste Arbeit seiner späten Schaffensphase. Matthias Arnold nennt ihn „die bedeutendste dekorative Arbeit des Norwegers überhaupt“. Die Gemälde sind als Ensemble zusammengeblieben und damit die einzige Zusammenstellung von Munchs Werken, die sich immer noch in der von ihm geplanten Anordnung befindet.